# A Karib-tenger kalózai: Ismeretlen vizeken
A Karib-tenger kalózai: Ismeretlen vizeken (Pirates of the Caribbean: On Stranger Tides) 2011-es amerikai fantasztikus kalandfilm, A Karib-tenger kalózai-filmsorozat negyedik része. A Walt Disney Pictures által forgalmazott film producere Jerry Bruckheimer, főbb szereplői Johnny Depp, Penélope Cruz, Ian McShane, Kevin McNally és Geoffrey Rush. A rendezői székben az első három epizódot jegyző Gore Verbinskit Rob Marshall váltja.
A filmet 2008 szeptemberében jelentették be, a forgatás pedig 2010 júniusában vette kezdetét. A korábbi részekkel ellentétben, melyeket eredeti helyszíneken rögzítettek a Karib-térségben, az Ismeretlen vizeken javarészt Hawaiin forgott. A cselekményt Tim Powers Ismeretlen vizeken című regénye ihlette. A történet szerint Jack Sparrow kapitány szembekerül a legendásan hírhedt, valóban élt kalózzal, Feketeszakállal, miközben az ifjúság forrását kutatja.
A bemutató Észak-Amerikában 2011. május 20-án volt, Magyarországon pedig egy nappal korábban, május 19-én, digitális 3D-ben és IMAX 3D-ben is a hagyományos formátum mellett.

## Cselekménye
Jack Sparrow kapitány (Johnny Depp) Londonban megszökik a fogságból a királyi kihallgatás közben. A kikötőben egy szélhámos visszaél a nevével és legénységet toboroz. Amikor leleplezi, kiderül, hogy ő a múltjából egy nő, Angelica (Penélope Cruz). Ekkor elbizonytalanodik, nem tudja, hogy a nő szereti-e még, vagy csak egy szívtelen szélhámos játszik vele, felhasználva őt az „ifjúság forrása” megtalálásához. Mivel Angelica ismeri az irányt, Jacket is magával viszi az Anna királynő bosszúja fedélzetére, mely Feketeszakáll (Ian McShane), Angelica apjának kalózhajója, így Jack egy olyan kalandba keveredik, ahol nem tudja kitől is kell jobban félnie: Feketeszakálltól, vagy a nőtől a múltjából.
Feketeszakáll időnként vudu-varázslatot vet be Jack Sparrow ellen, akiről kisméretű, megmintázott bábuval rendelkezik.
Az „ifjúság forrása” felé tart Barbossa kapitány is (Geoffrey Rush), aki a kalózruhát az angol egyenruhával cserélte le, de őt a személyes bosszú hajtja Feketeszakáll ellen, aki elvette tőle a hajóját és az egyik lábát, továbbá az „ifjúság forrása” felé tartanak a spanyolok, akik nem megtalálni, hanem vallási felbuzdulásból elpusztítani akarják a forrást. Barbossa kapitány kényszerű segítője Jack Sparrow elsőtisztje, Joshamee Gibbs (Kevin McNally), akinél ott volt a forrás helyét feltüntető térkép, de gyorsan elégeti, amikor Barbossa kéri tőle.
Az „ifjúság forrása” vizének hasznosítása úgy történik, hogy két ezüst kupa kell hozzá egy megfeneklett hajóról, az egyikben fel kell fogni egy szirén könnyét, mindkettőbe tölteni kell az „ifjúság forrása” vizéből, és aki a szirén könnyével vegyített vizet megissza, az a másik ember élethosszát megkapja (beleértve azt is, ameddig élt volna, mert ő a kupa felhajtásakor meghal).
A szirének felül gyönyörű nők, akik alul hosszú és erőteljes halfarokban végződnek. A tengerben élnek. Szeretik hallgatni a tengerészek énekét és ők maguk is énekelnek. Azonban a tengerészeket magukkal rántják a mélybe, ahol azok megfulladnak.
A kalózoknak egyetlen szirént sikerül zsákmányolniuk, akit magukkal visznek, mert a szirén könnyére friss állapotban van szükség. A szirént megszereti a kalózok közé keveredett misszionárius, aki többször segít rajta, hogy életben maradhasson.
A kupák elvileg egy megfeneklett kalózhajóban találhatók. Egyszerre ér oda Jack Sparrow és Barbossa kapitány, azonban egy összecsapás után rájönnek, hogy a kupákat már megkaparintották a spanyolok, ezért átmenetileg összefognak, hogy megszerezzék tőlük, ami sikerül is nekik. A kalózhajón észrevesznek üvegpalackokat, amikben elvarázsolva valóságos hajók vannak (köztük a Fekete gyöngy is).
A forrásnál összecsapnak az ellenfelek, Barbossa kapitány egy mérgezett élű karddal leszúrja Feketeszakállt, és amikor Angelica ki akarja húzni a kardot az apjából, megvágja a kezét. A spanyolok lerombolják a forrást.
Jack Sparrow (szándékosan vagy véletlenül?) felcseréli a két kupát, így Angelica marad életben és apja, Feketeszakáll hal meg (aki az élethosszabbító kupát választotta).
Jack Sparrow kirakja Angelicát egy lakatlan szigeten egy töltött pisztollyal, aki mindennel megpróbálkozik, hogy a kalóz magával vigye (megvesztegeti, beadja hogy gyereket vár tőle, eljátssza hogy szereti). Jack egy pillanatra elbizonytalanodik, majd otthagyja Angelicát.
Jack Sparrow és elsőtisztje egy tengerparton ballagnak. Az elsőtiszt az összes hajó palackját elhozta egy nagy zsákban. Jack elmondja neki, hogy azért nem itta meg a vizet, mert nem szeretné tudni a halála napját.
Easter egg: Újra a lakatlan szigetet látjuk, rajta Angelicával. A hullámok a lábához sodorják a Jackről mintázott vudubabát…

## Szereplők

Magyar teaser poszter.

- Johnny Depp mint Jack Sparrow (magyar hangja: Király Attila), a Fekete gyöngy egykori kapitánya, aki most az ifjúság forrását keresi.
- Penélope Cruz mint Angelica (magyar hangja: Kéri Kitty), Feketeszakáll lánya és Sparrow volt szeretője.
- Ian McShane mint Feketeszakáll (magyar hangja: Faragó András), az Anna királynő bosszúja kalózkapitánya, aki az ifjúság forrása megtalálásával akarja meghosszabbítani életét.
- Geoffrey Rush mint Hector Barbossa (magyar hangja: Tolnai Miklós), egykori kalózkapitány; most II. György király udvarának partizánja és a HMS Providence kapitánya. Féllábú ember, Feketeszakáll "eltulajdonította" a jobb lábát.
- Kevin McNally mint Joshamee Gibbs (magyar hangja: Papp János), Sparrow elsőtisztje és legjobb barátja.
- Stephen Graham mint Scrum (magyar hangja: Forgács Péter), kalóz, az Anna királynő bosszúja legénységének tagja.
- Sam Claflin mint Philip Swift (magyar hangja: Szatory Dávid), egy elhivatott misszionárius.
- Àstrid Bergès-Frisbey mint Syrena (magyar hangja: Sallai Nóra), egy szirén.
- Richard Griffiths mint II. György (magyar hangja: Koroknay Géza), a Brit Birodalom uralkodója.
- Keith Richards mint Teague kapitány (magyar hangja: Kárpáti Tibor), Jack Sparrow apja.
- Roger Allam mint Henry Pelham (magyar hangja: Kőszegi Ákos), az Egyesült Királyság miniszterelnöke.
- és Judi Dench (magyar hangja: Pásztor Erzsi) egy úrihölgy szerepében.

## Háttér

### Előkészületek
Röviddel A világ végén premierjét követően Jerry Bruckheimer elmondta, a film egy trilógia végét jelenti, ám egy spin-off ötletét még lehetségesnek tartotta. A harmadik rész sikeres nyitóhétvégéjén követően Dick Cook, a Walt Disney Studio Entertainment igazgatója érdeklődését fejezte ki egy negyedik epizóddal kapcsolatban. 2008. szeptember 25-én, egy a Kodak Theaterben tartott Disney-rendezvényen Cook és a Jack Sparrow jelmezbe öltözött Johnny Depp bejelentette, hogy megkezdődtek a negyedik Karib-film előkészületei.
2009 júniusában Jerry Bruckheimer elárulta, a Disney szeretné a negyedik részt előbb bemutatni, mint a 2011. május 20-ára tervezett The Lone Ranger című, rádió- majd televíziós sorozat mozifilm-változatát, amelyen Bruckheimer, Depp, illetve Ted Elliott és Terry Rossio forgatókönyvírók ugyancsak együtt dolgoznak. A producer reményét fejezte ki, hogy Gore Verbinski ismét vállalja a rendezői feladatot, miután a BioShock-adaptációt, amelyen dolgozni kívánt, törölték. Tárgyalások végül Rob Marshall-lal kezdődtek meg a direktori pozícióról, 2009 augusztusában, november 17-én pedig hivatalosan is megerősítették a szerződtetését. 2009. szeptember 11-én, a Disney D23 találkozóján a film címét is nyilvánosságra hozták.
Még ugyanabban a hónapban Dick Cook 38 év után otthagyta a Disneyt. A körülmények nem ismertek, a spekulációk szerint azonban Bob Iger CEO és saját üzleti elképzelésének különbsége vezetett lemondásához. Iger új üzleti utakat sürgetett, míg Cook a bevált módszereknél maradt volna. Cook távozását követően Johnny Depp A Karib-tenger kalózai: Ismeretlen vizekenbe vetett hite némileg megingott, mondván, „Lelkesedésemen rés tátong jelen pillanatban. Minden az ő irodájában született meg.” Hozzátette, Cook egyike volt azon maroknyi embernek, akik támogatták őt Jack Sparrow sajátos interpretálásában. „Mikor a dolgok kezdtek kicsit félremenni az első Karib-filmmel és mások ott a stúdiónál nem voltak túlzottan elragadtatva szerepformálásomtól, Dick az első pillanattól kezdve kiállt mellettem. Bízott bennem.”

### A forgatókönyv
2009. október 7-én Tim Powers író megerősítette, hogy a Disney megvette Ismeretlen vizeken című könyvének jogait, még 2007 áprilisában. A film forgatókönyvét Ted Elliott és Terry Rossio írta meg, akik már az eredeti trilógiáért is feleltek. Rossio elárulta, a film nem egyenes adaptációja a regénynek, pusztán egyes elemeit használták fel, így Feketeszakállt és az ifjúság forrását. A cselekményt illető kezdeti híresztelések arról szóltak, Jack Sparrow és Barbossa az újonnan alapított New Orleansban találkozik, s együtt indulnak az ifjúság forrásának keresésére. Egy szóvivő azonban cáfolta ezen értesülést, mondván, helyszínkereséskor csakugyan megjárták New Orleanst, de a munkálatok végül Hawaiin és az Egyesült Királyságban zajlanak majd.

### A szereplők

Egy harmadik poszter Jack Sparrow-val.

Depp 2008 szeptemberében írta alá a Jack Sparrow újbóli eljátszásáról szóló szerződést, hozzátéve, hogy mindenképpen vállalta volna, ha a forgatókönyvet jónak találja. Csaknem egy évvel később a Disney közzétette, hogy Depp 55,5 millió dollárt kap szerepéért, mivel ráébredtek, nélküle a franchise kifulladna. Geoffrey Rusht is érdekelte a visszatérés Barbossa szerepébe, s Bruckheimer később megerősítette a színész részvételét. Greg Ellis maga közölte, hogy ismét feltűnik mint Groves hadnagy, Bruckheimer pedig nyilvánosságra hozta Kevin McNally újbóli felbukkanását is mint Joshamee Gibbs. Orlando Bloom és Keira Knightley korábbi főszereplők közölték, hogy biztosan nem játsszák el újra szerepeiket, mert más filmeken szeretnének dolgozni, s szerintük a Willt és Elizabeth-et érintő cselekményszálból kihozták már, amit ki lehetett. 2010. február 5-én Mackenzie Crook, Ragetti alakítója ugyancsak elárulta, hogy nem vesz részt a filmben. „Nem kértek fel. De az igazat megvallva, nem is bánom. Különösen az elsőt imádom és szerintem a trilógia, amit csináltunk nagyszerű. Már majdnem azt szeretném, ha nem is folytatnák.”
Újként csatlakozott a színészgárdához Ian McShane, aki a hírhedt kalózt, Jack Sparrow új ellenségét, Feketeszakállt alakítja, illetve Penélope Cruz, aki Angelicát, Fekeszakáll lányát és Sparrow szerelmi vonzalmának tárgyát játssza. Stephen Graham Sparrow csatlósaként, egy machiavellista kalóz szerepében tűnik fel. 2010. április 14-én jelentették be, hogy Àstrid Bergès-Frisbey francia színésznő egy Syrena nevű sellőt formál majd meg, majd június 13-án Gemma Ward ausztrál szupermodell is csatlakozott a stábhoz, hasonló szerepbe. A sellők szerepére meghallgatott színésznőknél elvárás volt a természetes, implantátum nélküli mell; „Nem hiszem, hogy létezett mellnagyobbítás az 1700-as években [...] Szóval magától értetődik, hogy a castingosok azt mondják, »Valódi emberek kellenek.«” – magyarázza Bruckheimer. Keith Richards ismét magára ölti A világ végénben feltűnt Teague kapitány jelmezét, s Depp-pel együtt igyekeztek meggyőzni Mick Jaggert, hogy jelentkezzen egy idős kalóz szerepére.

### A forgatás
2010. május 17-én Rick Ross, a Disney Studios igazgatója közölte, hogy az Ismeretlen vizekent 3D-ben forgatják le és mutatják be. A költségek lefaragása végett Ross 200 millió dollárban állapította meg a költségvetés felső határát, ami 100 millióval kevesebb, mint A világ végén, s 25 millióval kevesebb, mint a Holtak kincse büdzséje volt. Június 21-én bejelentették, hogy a munkálatok azonos időben folynak majd Hawaiin, az Egyesült Királyságban, Puerto Ricón, Palomino szigetén és Los Angelesben. A film felvételei 2010. június 14-én kezdődtek meg, Hawaiin. 2010 augusztusában Kaliforniába települt át a stáb, s néhány jelenet erejéig a londoni Pinewood Studiost is igénybe vették. Októberben a londoni forgatás biztosításában zavar keletkezett, mikor egy Jack Sparrow jelmezes civil sikeresen bejutott a greenwichi Old Royal Naval College-ba. Penélope Cruz terhességének előrehaladása idővel nehézségeket okozott a jelmeztervezőknek. A producerek a színésznő húgához, Mónica Cruzhoz fordultak segítségért. Onnantól fogva Penélope csak a közeli felvételeken látható, a távolabbi nézőpontos jelenetekben Mónica állt helyette a kamerák elé. A forgatás 2010. november 19-én ért véget.

## Bemutató
A Disney 2010. január 6-án jelentette be, hogy a filmet 2011. május 20-án mutatják be, miután a Columbia Pictures elhalasztotta a negyedik Pókember-film premierjét, a Paramount Pictures pedig május 6-át választotta a Thornak.